# روز یونس‌وار او
روز یونس‌وار او (انگلیسی: His Jonah Day) یک فیلم کمدی صامت کوتاه آمریکایی به کارگردانی جس رابینز است که در سال ۱۹۲۰ منتشر شد. از بازیگران این فیلم می‌توان به اولیور هاردی، اولین نلسون، استل هَریسون و جیمی اوبری اشاره کرد.